# Bindki
Bindki (hindi बिन्दकी) – miasto w północnych Indiach w stanie Uttar Pradesh, na Nizinie Hindustańskiej.
Populacja miasta w 2001 roku wynosiła 34197 mieszkańców.